# کسب‌وکار شریف
کسب‌وکار شریف (انگلیسی: A Virtuous Business؛‏ کره‌ای: 정숙한 세일즈) یک مجموعه تلویزیونی محصول کره جنوبی سال ۲۰۲۴ به نویسندگی چوی بو ریم، به کارگردانی جو وونگ و با بازی کیم سو یون، یون وو جین، کیم سونگ ریونگ، کیم سون یونگ و لی سه هی است. این مجموعه در دههٔ ۱۹۹۰ واقع شده است و داستان زنانی را روایت می‌کند که محصولات بزرگسالانه را خانه به خانه می‌فروشند. این مجموعه از ۱۲ اکتبر ۲۰۲۴، روزهای شنبه و یکشنبه ساعت ۲۲:۳۰ (کی‌اس‌تی) از جی‌تی‌بی‌سی پخش شد. کسب‌وکار شریف همچنین برای استریم در نتفلیکس در مناطق منتخب قابل دسترسی است.

## بازیگران

### اصلی
- کیم سو یون در نقش هان جونگ سوک[۱]
- یون وو جین در نقش کیم دو هیون[۱]
- کیم سونگ ریونگ در نقش اوه گوم هی[۱]
- کیم سون یونگ در نقش سو یونگ بوک[۱]
- لی سه هی در نقش لی جو ری[۱]